# سعر الفائدة بين البنوك في ستوكهولم
سعر الفائدة بين البنوك في ستوكهولم (STIBOR) هو سعر مرجعي يومي يعتمد على أسعار الفائدة التي تقدم بها البنوك إقراض أموال غير مضمونة لبنوك أخرى في سوق المال بالسويد (أو سوق ما بين البنوك).

## نبذة
سعر الفائدة بين البنوك في ستوكهولم (STIBOR) هو المتوسط (باستثناء الأسعار الأعلى والأدنى) لأسعار الفائدة المدرجة في الساعة 11 صباحًا.